# Østjyllands Storkreds
Der Østjyllands Storkreds ist ein Mehrpersonenwahlkreis bei Folketingswahlen in Dänemark. Er besteht seit der Folketingswahl 2007, zählt zum Landesteil Midtjylland-Nordjylland und besteht aus der östlichen Hälfte der Region Midtjylland. Vor 2007 bestanden auf diesem Gebiet der Großteil des Århus Amts, Teile des Vejle Amts sowie ein kleinerer Teil aus dem Viborg Amt.

## Opstillingskredse
Der Vestjyllands Storkreds umfasst elf Opstillingskredse (Aufstellungskreise). In Klammern angegeben ist die Zahl der Wahlberechtigten bei der Wahl 2022:
- 62 – Århus Syd (58.440)
- 63 – Århus Vest (62.229)
- 64 – Århus Nord (63.318)
- 65 – Århus Øst (81.044)
- 66 – Djurs (61.581)
- 67 – Randers Nord (35.669)
- 68 – Randers Syd (38.675)
- 69 – Favrskov (34.887)
- 70 – Skanderborg (66.242)
- 71 – Horsens (66.242)
- 72 – Hedensted (34.543)

## Wahlergebnisse

### Stimmenanteile
| Wahl | Wahl  | Wahl- berechtigte | Wahl- beteiligung | A    | B    | C   | D   | E   | F    | I 1 | K   | M   | O    | P   | Q   | V    | Æ   | Ø   | Å   | Sonst. |
| ---- | ----- | ----------------- | ----------------- | ---- | ---- | --- | --- | --- | ---- | --- | --- | --- | ---- | --- | --- | ---- | --- | --- | --- | ------ |
| 2007 | [ 2 ] | 532.969           | 87,3              | 27,6 | 05,4 | 8,7 | —   | —   | 13,3 | 2,9 | 0,8 | —   | 12,2 | —   | —   | 27,0 | —   | 2,1 | —   | —      |
| 2011 | [ 3 ] | 550.050           | 88,5              | 27,2 | 10,4 | 3,7 | —   | —   | 09,0 | 4,9 | 0,6 | —   | 10,4 | —   | —   | 27,3 | —   | 6,3 | —   | 0,0    |
| 2015 | [ 4 ] | 565.259           | 86,7              | 27,3 | 04,9 | 2,8 | —   | —   | 04,4 | 8,3 | 1,0 | —   | 18,9 | —   | —   | 18,7 | —   | 7,4 | 6,1 | 0,0    |
| 2019 | [ 5 ] | 584.347           | 85,8              | 25,8 | 09,9 | 5,7 | 2,0 | 0,7 | 08,2 | 2,9 | 2,1 | —   | 07,8 | 1,5 | —   | 22,6 | —   | 7,1 | 3,4 | 0,1    |
| 2022 | [ 1 ] | 602.870           | 85,4              | 26,8 | 04,6 | 4,7 | 3,5 | —   | 09,0 | 9,8 | 0,5 | 8,7 | 02,0 | —   | 0,8 | 13,1 | 7,0 | 5,7 | 3,8 | 0,1    |

### Mandate
Der Østjyllands Storkreds wird seit 2011 mit 18 Wahlkreismandaten bemessen. In Klammern angegeben ist zudem die Zahl der Ausgleichsmandate, die zusätzlich an Kandidaten aus dem Wahlkreis fielen. 
| Wahl | Gesamt | A     | B     | C     | D     | F     | I 1   | M     | O     | V     | Æ   | Ø     | Å     |
| ---- | ------ | ----- | ----- | ----- | ----- | ----- | ----- | ----- | ----- | ----- | --- | ----- | ----- |
| 2007 | 17 (7) | 6 (1) | 1 —   | 1 (1) | —     | 2 (1) | 0 (1) | —     | 2 (1) | 5 (1) | —   | 0 (1) | —     |
| 2011 | 18 (7) | 5 (2) | 2 (1) | 0 (1) | —     | 1 (1) | 1 —   | —     | 2 (1) | 6 (1) | —   | 1 —   | —     |
| 2015 | 18 (6) | 6 (1) | 1 —   | 0 (1) | —     | 0 (1) | 1 (1) | —     | 4 (1) | 4 —   | —   | 1 (1) | 1 —   |
| 2019 | 18 (7) | 6 (1) | 2 (1) | 1 —   | 0 (1) | 2 —   | 0 (1) | —     | 1 (1) | 5 (1) | —   | 1 —   | 0 (1) |
| 2022 | 18 (7) | 6 —   | 1 —   | 1 —   | 0 (1) | 2 (1) | 2 (1) | 1 (2) | 0 (1) | 3 —   | 1 — | 1 —   | 0 (1) |